# Simlish

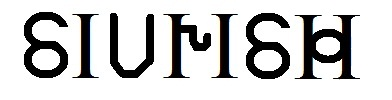
Simlish écrit

Le simlish est une langue imaginaire créée par Maxis pour sa série vidéoludique des Sims. On a pu l'entendre dès le jeu SimCopter. Mais c'est avec Les Sims, et notamment, Les Sims 2 qu'elle deviendra importante. En effet, elle y est non seulement parlée mais également écrite, de même que dans le jeu SimCity Sociétés. Le simlish est la langue dans laquelle s'expriment les Sims, les personnages de ces jeux.

## Naissance du simlish
La langue naquit lorsque Will Wright eut besoin de mettre des voix dans le nouveau jeu vidéo en cours de développement, Les Sims. Cependant, il pensait que s'ils utilisaient des langues réelles, les phrases finiraient par devenir répétitives. En outre, les coûts de traduction des dialogues dans toutes les langues du marché auraient été beaucoup trop élevés. Une nouvelle langue fut donc créée par Stephen Kearin et Gerri Lawlor qui travaillaient à la conception du jeu Les Sims.
Initialement inspiré par les langages codés des soldats américains d'origine amérindienne de l'armée américaine qu'ils utilisaient durant la Seconde Guerre mondiale, Will Wright et le spécialiste en langues Marc Gimbel suggérèrent d'inclure des éléments du Navajo, une langue amérindienne parlée dans le sud des États-Unis, afin de créer le simlish.
L'équipe de développement des Sims expérimenta également plusieurs langues vivantes et mortes : le français, l'anglais, le finnois, l'ukrainien, le tagalog et le latin. Finalement, ils décidèrent que le simlish devait être une langue composée d'un charabia n'ayant aucun sens afin de le rendre intraduisible, et ainsi stimuler l'imagination du joueur qui doit alors imaginer sa propre interprétation des paroles des personnages.
Les actuels sons et dialogues en simlish ont été créés grâce à l'improvisation théâtrale par les voix des acteurs Stephen Kearin et Gerri Lawlor. Plus tard, Wright estima que « la langue du non-sens » s'est avérée être le choix le plus judicieux car les joueurs arrivent à imaginer le langage des Sims avec plus de réalisme qu'un ordinateur qui le simulerait.
De nombreux fans ont tenté de traduire des phrases de simlish, mais cela reste très difficile.
Robi Kauker, directeur audio des Sims, affirme que le motif le plus courant d'appel au service après-vente d'Electronic Arts concerne la langue des personnages du jeu, que les joueurs croient être mal configurée.

## Prononciation
Pour bien s'exprimer en simlish, il est nécessaire de parler avec la partie antérieure de la bouche. Le son [i:] prédomine (prononciation de la lettre i) alors qu'il existe très peu de sons gutturaux. Les voyelles sont plus accentuées qu'en anglais.[réf. nécessaire]

## Écriture
À l'écrit, le simlish emploie les dingbats de la police Wingdings (vu dans Les Sims 2).

## Le simlish en musique
Voici une liste (non exhaustive) de clips d'artistes réalisés en simlish :
| Artiste             | Titre                               | Support de jeu utilisé                 | Ref.  |
| ------------------- | ----------------------------------- | -------------------------------------- | ----- |
| Paramore            | Pressure                            | Les sims 2                             |       |
| Depeche Mode        | Suffer Well                         | Les Sims 2 : La Bonne Affaire          |       |
| Aly & AJ            | Chemicals React                     | Les Sims 2 : Animaux et Cie            |       |
| The Pussycat Dolls  | Don't Cha                           | Les Sims 2 : Animaux et Cie            |       |
| Lily Allen          | Smile                               | Les Sims 2 : Au fil des saisons        |       |
| Natasha Bedingfield | Pocketful of Sunshine               | Les Sims 2 : Quartier libre            |       |
| Katy Perry          | Hot 'N' Cold                        | Les Sims 2 : La Vie en appartement     |       |
| Nelly Furtado       | Manos al Aire                       | Les Sims 3 : Destination Aventure      |       |
| Pixie Lott          | Mama Do                             | Les Sims 3 : Destination Aventure      |       |
| Matt & Kim          | Daylight                            | Les Sims 3 : Destination Aventure      |       |
| V.V. Brown          | Shark in the water                  | Les Sims 3 : Ambitions                 |       |
| Lady Antebellum     | Need You Now                        | Les Sims 3 : Ambitions                 |       |
| Rise Against        | Savior                              | Les Sims 3 : Ambitions                 |       |
| 3OH!3               | Double Vision                       | Les Sims 3 : Accès VIP                 |       |
| Erasure             | When I Start to (Break It All Down) | Les Sims 3 : Animaux et Cie            |       |
| Kimbra              | Good Intent                         | Les Sims 3 : Animaux et Cie            |       |
| Katy Perry          | Last Friday Night                   | Les Sims 3 : Katy Perry Délices sucrés |       |
| The Shoaks          | Mayzie Grobe                        | Les Sims 3 : Saisons                   |       |
| Lacuna Coil         | Kill The Light                      | Les Sims 3 : Supers Pouvoirs           |       |
| Car Seat Headrest   | Not What I Needed                   | Les Sims 4 : Vie Citadine              |       |
| Snail Mail          | Pristine                            | Les Sims 4 : Îles Paradisiaques        |       |
| Sigrid              | Don't Kill My Vibe                  | Les Sims 4 : Être Parent               |       |
| Anitta              | Practice                            | Les Sims 4 : Sims Sessions             | [ 5 ] |

La chanson Na Na Na (Na Na Na Na Na Na Na Na Na) du groupe My Chemical Romance apparaîtra en Simlish dans la prochaine extension du jeu Les Sims 3.
La chanson Time Bomb du groupe All Time Low de leur prochain album Dirty Work sera présente dans une extension (sûrement la quatrième extension du jeu Les Sims 3 - Générations), où le chanteur Alex Gaskarth a appris les paroles en simlish, comme il l'explique dans une interview exclusive donnée au site All Time Low Brasil.